# John de Gloucester (maçon)
Pour les articles homonymes, voir John de Gloucester (homonymie).
John de Gloucester est un maçon anglais mort en 1260.

## Biographie
John de Gloucester est maçon du roi d'Angleterre Henri III qui le couvre de présents et de privilèges : il l'exempte d'impôts, double son traitement en cas de déplacement personnel, lui offre des barils de vin, et chaque année quatre robes fourrées de toisons d’écureuils pour lui et sa femme Agnès. Il possède en outre une maison à Puck Lane, près de la porte nord de la ville de Gloucester, une propriété à Bletchingdon dans le comté d’Oxford, une maison à Bridport dans le Dorset, des terres au sud de Londres, deux maisons à Oxford et un commerce chez les drapiers de Gloucester.
Malgré sa richesse, il meurt en 1260 endetté de 80 marcs envers le roi.